# 氣候變化脆弱性

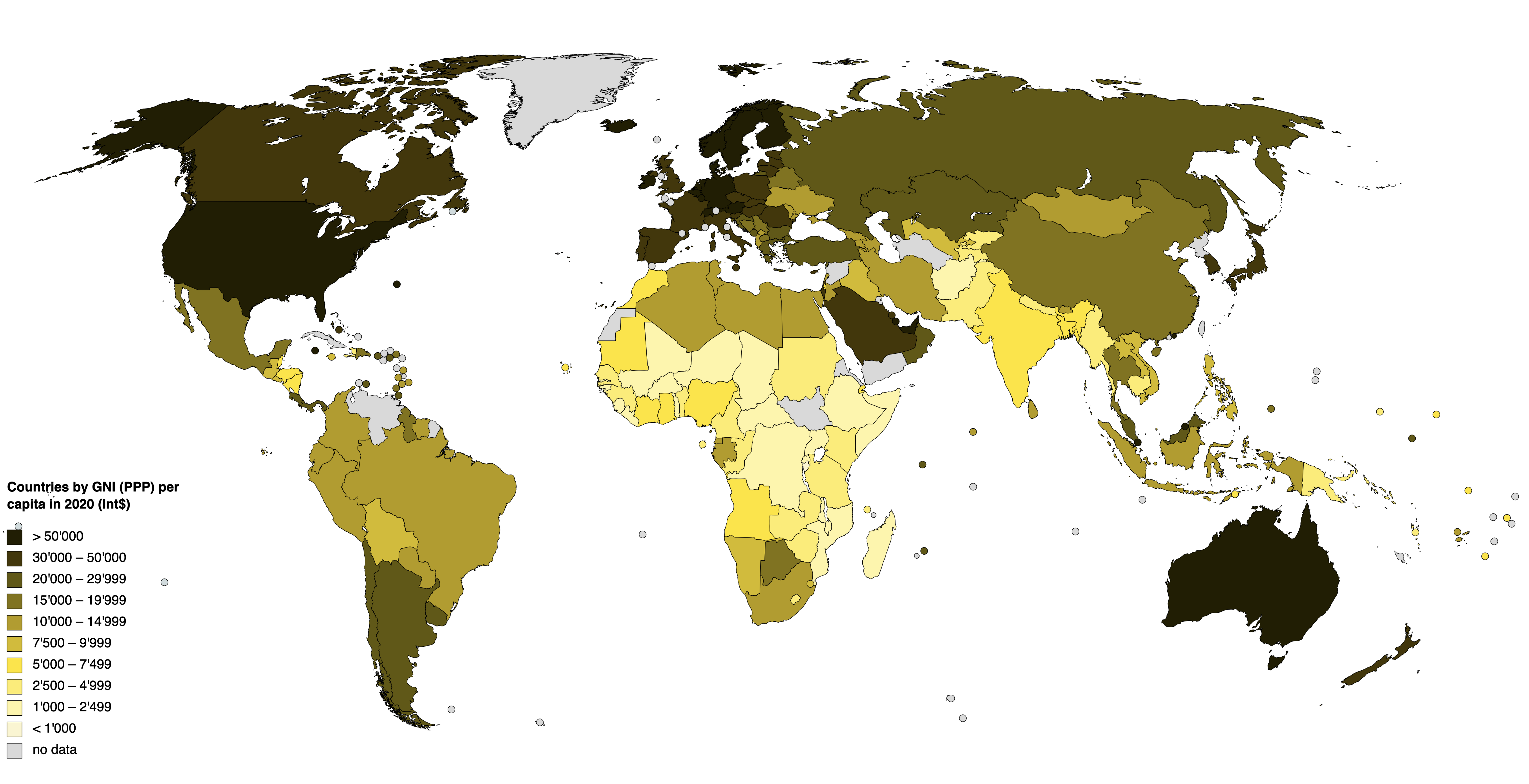
全球人均國民所得分佈圖：開發中國家具有較高的氣候變化脆弱性。

氣候變化脆弱性（英語：Climate change vulnerability，也稱為氣候脆弱性（climate vulnerability），或是氣候風險脆弱性（climate risk vulnerability））是種概念，描述人類或生態系統受到氣候變化影響的程度。它被定義為“受到氣候變化不利影響的傾向，或是秉性”。這種概念既適用於人類，也適用於自然系統（或生態系統）。:12相關概念中包括有氣候敏感性以及應對和調適的能力（或是欠缺調適能力）。:5脆弱性是氣候風險組成中的一部分。社區內部以及社會、地區和國家之間的脆弱性各不相同，並且會隨著時間的演進而增加或是減少。:12
人類和生態系統所具有的此種脆弱性是由某些不符永續發展的模式所驅動，例如“不可持續的海洋利用與土地利用、不平等、邊緣化、史上已有和仍持續的不公平模式（如殖民主義），以及治理方式等”。:12 因此會有某些地區的脆弱性較其他地區為高的情況。一個地區內的某些方面會有較高的脆弱性（例如貧困、治理不善和暴力衝突）。某些類型的營生方式（例如小農、牧民和漁業社區等）被認為特別具有氣候敏感性，而會產生更高的脆弱性。:12
脆弱性可分為兩個可能會重疊的類別：基於社會經濟因素的經濟脆弱性和地理脆弱性。人群中尤其較為脆弱的包括有低收入人群、原住民、婦女、兒童、老年人等。
目前有幾種工具可用於評估氣候脆弱性。由於氣候脆弱性對低收入國家（最低度開發國家及開發中國家）的影響尤為嚴重，因此氣候脆弱性已成為有關氣候變化調適、氣候融資和其他國際政策制定活動談判中的重要衡量工具。

## 定義
氣候變化脆弱性被定義為受氣候變化“不利影響的傾向或秉性”。它既適用於人類，也適用於自然系統，兩者相互依存。:12脆弱性是氣候風險的一個組成部分。如果應對和調適能力較低，脆弱性就會升高。:5
在研究氣候變化時，所謂氣候脆弱性可包括不同含義、情況和背景，此主題從2005年起就成學術研究的核心概念。此概念在2007年發表的IPCC第三次評估報告中被定義為“系統對於氣候變化不利影響 - 包括氣候變率和極端事件 - 的易受性和無法應對的程度”。:89在2022年發佈的IPCC第六次評估報告中指出“分析和評估脆弱性的方法從之前發佈的評估報告以來，已有進化”。:5

## 規模
據估計在2021年“全球大約有33至36億人生活在極易受到氣候變化不利影響的環境中”。:12
不同生態系統和不同地點的人類，其氣候變化脆弱性也並不相同：區域之間和區域內部存在顯著差異。:12脆弱性會隨著時間的演進而增加，或是減少。:5（參見下述“更為脆弱的地區”）。

## 類型
脆弱性可分為兩個會重疊的類別：經濟脆弱性和地理脆弱性，兩者並不互斥。

### 經濟脆弱性
所謂經濟脆弱的社區是缺乏財務資源，而在應對措施方面準備不足的社區。一個具有氣候韌性的社會需要在基礎設施、城市規劃、可持續能源開發和防災系統方面進行大量投資。從全球角度來看，生活在貧窮門檻邊緣，或甚至低於貧困門檻的人更有可能受到氣候變化的嚴重影響。這類人最為脆弱，因為他們難有額外的資源投資於調適/緩解的基礎設施。而在受到更頻繁的氣候變化相關災害之後，他們也獲得最少的資源作善後處理。 
社會的氣候變化脆弱性在很大程度上取決於本身的經濟發展狀況。:12開發中國家缺乏必要的財務資源來重新安置生活在沿海低窪地區的人們，相較之下。就比已開發國家中的人更易受到氣候變化的不利影響。:12

### 地理脆弱性
地理上最容易受到氣候變化影響的地區是那些間接受到自然災害（例如海平面上升）和生態系統服務發生巨大變化（包括獲取食物）的地區。低海拔島嶼國家通常以脆弱性著稱，但嚴重依賴自給經濟為生的社區也面臨重大的風險。
脆弱社區往往具有以下一項或多項特徵：缺乏糧食安全、水資源稀缺、脆弱海洋生態系統、捕魚為生及小島社區。
氣候變化影響到嚴重依賴農業和自然資源為生的農村社區。氣候事件頻率及嚴重程度的升高對婦女、農村、旱地和小島社區會產生極高比例的影響。導致他們的生活方式發生劇烈的變化，迫使他們設法應對。對於地方和政府機構而言，制定應對的策略並興建基礎設施以協助受影響者，變得日益重要。各種組織正致力於制定適應、緩解和復原計劃，以幫助各地依賴自然資源為生的農村和面臨風險的社區。

## 更為脆弱的地區
世界各地均受到氣候變化的影響，但程度不同。研究人員在2001發表的一份報告指出開發中國家往往比已開發國家更易受到氣候變化的影響（高置信度）。:957–958例如非洲的主要經濟部門極容易受到氣候變率的影響。:435 拉丁美洲被認為具有很高的脆弱性。:697在澳大利亞和紐西蘭的一些原住民社區被認為具有較高的脆弱性和較低的調適能力:509小島嶼開發中國家特別容易受到氣候變化的影響。:689部分原因是這些國家的調適能力較低，且調適成本佔國內生產毛額（GDP）中甚高的比例。
北極具有極高的氣候變化脆弱性。預計氣候變化會對該地區產生重大的生態上、社會上和經濟上的影響。:804–805
相較之下，歐洲的氣候脆弱性低於開發中國家。原因是歐洲有高的國民生產毛額（GNP）、成長穩定、穩定的人口，以及完善的政治、制度和技術支持體系。[:643

### 氣候脆弱性論壇
本節摘自氣候脆弱性論壇。
氣候脆弱性論壇 (CVF) 是個由全球受氣候變化影響尤為嚴重的國家所組成的夥伴關係。這個論壇的會員國就氣候變化所造成各地社會經濟和環境脆弱性加劇而產生的負面影響尋求解決之道。這些會員國在國內和國際上積極尋求堅定且即時的解決方案來應對當前加劇的氣候變化。CVF成立的目的是為加強對已開發國家在全球氣候變化後果的問責。同時施加額外壓力，要求其採取行動以應對這一挑戰，其中包括被視為易受影響的國家所採取的地方性行動。 參與此一夥伴關係的政治領導人“利用他們國家最易受到氣候變化影響的實際情況，在談判桌上發揮遠高於國家本身所具的力量”。創立CVF的各國政府一致同意追求低碳發展和碳中和的承諾。

## 更為脆弱的的人群

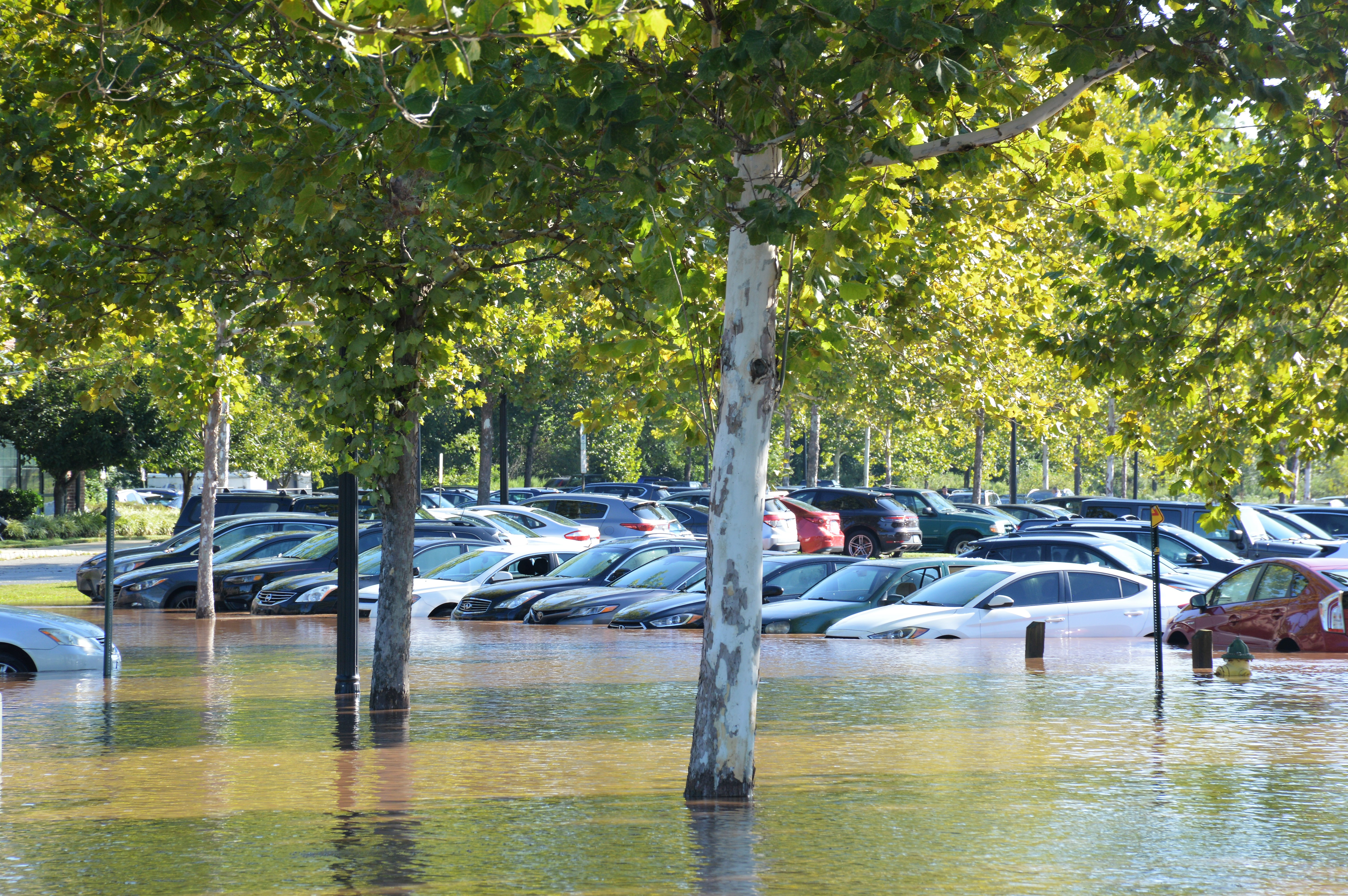
發生於2021年的颶風艾達，在美國賓夕法尼亞州造成洪災，當地較貧窮的社區受到更嚴重的影響。

受氣候變化影響的人之中，更為脆弱的人群包括低收入人群、原住民、婦女、兒童和老年人。於同行評審醫學期刊《刺胳針》所發表的一篇研究氣候變化對人類健康的影響的文章提出，受影響最大的往往是最脆弱的人群，如窮人、婦女、兒童、老年人、已有健康問題的人、其他少數群體以及戶外工作者。:13
本節摘自氣候變化的影響#Social impacts on vulnerable groups。
氣候變化所產生的影響對社區內的人們並非一視同仁。其中婦女、老年人、宗教少數群體和難民等弱勢群體會比其他群體受到更嚴重的影響。
- 貧困中者（參見氣候變化與貧困）：世界各地低收入社區和開發中國家的窮人受影響的程度尤為嚴重。這類人口由於升高的暴露和本身具有的脆弱性，更易遭受氣候變化的不良影響。[23]世界銀行於2020年發佈的一份文件中估計，全球到2030年將有3,200萬至1.32億人會因氣候變化而陷入極端貧困。[24]
- 婦女（參見氣候變化與性別：氣候變化會加劇性別不平等，[25]會降低婦女的經濟獨立能力，[26]並對婦女的社會和政治權利產生總體負面影響，特別是在以農業為主的經濟體中。[25]
- 原住民（參見氣候變化與原住民（英语：Climate change and indigenous people））：通常原住民社區更為依賴環境來取得食物和其他必需品，這使他們在生態系統受到干擾時會更為脆弱。[27]由於全球各地的原住民普遍遭受壓迫，會比非原住民社區更具劣勢。這些劣勢包括獲得教育和就業的機會較少，以及貧困率較高，因而增加他們在氣候變化中的脆弱性。[28]
- 兒童（參見氣候變化與兒童：《刺胳針》中關於健康和氣候變化的評論將兒童列為受全球變暖影響最嚴重的人群之一。[29]兒童因環境因素而致死的可能性會升高14%–44%。[30]

## 降低脆弱性
脆弱性可經氣候變化調適措施來降低。:5因此脆弱性常被納入與氣候變化調適的對話中。此外，減少諸如貧困、性別不平等、治理不善和暴力衝突的措施也可減少脆弱性。最後，如果對氣候變化採取果斷行動（氣候變化緩解），減輕氣候變化的影響，即可將每個人的脆弱性降低。如果不做，新生的以及既有的脆弱性所產生的影響會更大。如果不做，其成本遠高於採取行動所需的成本。

### 氣候變化調適
氣候變化調適所談的是針對當前氣候變化或是預期影響而調適的過程。對人類而言，調適的目的是用於減輕或是避免傷害，並在其中找到機會而利用。人類對於自然系統，可透過干預的手段以協助調適。世界各地本已存有不同應對氣候變化影響的方式、戰略以及選項。調適的做法包括4種：基礎設施及技術面、制度面、行為與文化面，以及依據自然而從事的做法。:fig. 16.5

### 氣候韌性
氣候韌性被定義為“社會、經濟和生態系統應對氣候事件、或趨勢，或是干擾的能力”。:7這種能力是社會、經濟和生態系統“在氣候變化中，透過維持其基本功能、特性和結構（以及生態系統中的生物多樣性）的方式進行響應或是重組，同時又能保持調適、學習和轉型的能力”來達成。:7提高氣候韌性的重點是減少社區、州（省）和國家目前受到氣候變化諸多影響時所產生的氣候變化脆弱性。建立氣候韌性的工作包括在社會各個層面實施的社會、經濟、技術和政治戰略。目前從地方性社區行動到全球條約，處理氣候韌性問題已成為一優先事項，但有人提出在眾多的理論中尚有大部分還未轉化為行動。

### 氣候正義
公平是脆弱性中另一重要組成部分，與環境正義和氣候正義問題密切相關。由於最脆弱的社區通常會受到最嚴重的影響，已有氣候正義運動聯合眾力做出回應。氣候正義中許多方面都與脆弱性和韌性有關。這些框架與其他類型的正義運動類似，包括試圖為窮人分配最大利益的社會契約主義、尋求為大多數人找到最大利益的功利主義、試圖減少不平等的平等主義，以及強調公平分擔，但也強調個人自由的自由意志主義。

## 測量工具
為脆弱性做評估很重要，因為它可提供用於制定應對行動所需的信息。氣候脆弱性可使用多種流程或是工具進行分析或評估，主要由評估的規模而定。

### 評估
目前已有對不同規模氣候變化脆弱性做評估的工具。全球脆弱性評估是把區域或是國家層面的空間測繪彙整而成。（pp. 1195-1199）評估也在次於國家和部門層面的規模進行，並且有越來越多針對城市中區域或包括鄰近地區的規模所做的評估。也有針對當地社區進行的評估，以預測其中的社區和生計在何處以及如何容易受到氣候變化的影響。研究的範圍和規模差異很大 - 例如世界銀行和斐濟經濟部在2017-18年委託製作一份全國性報告，而美國紐約州羅切斯特則在2018年委託製作一份針對該市的報告。或者，如美國國家海洋暨大氣總署（NOAA）委託針對美國海洋漁民進行氣候脆弱性評估。 在某些情況下，脆弱性評估會在制定當地氣候調適計劃或風險管理計劃之前即進行。 
雖然製作宏觀脆弱性評估通常會用到指數和建模，但也有採用參與式的做法。

#### 指標和指數
全球氣候變化脆弱性指數包括有衡量全球國家氣候脆弱性的聖母大學全球調適能力指數、INFORM風險指數和包含社會脆弱性指數的WorldRiskIndex。採用指標的方法也用於國家和國家以下各層級的評估。使用的是許多單獨，可量化指標的綜合指數。為生成指數值或是“評分”，通常會根據一組標準化數值計算出簡單平均值。但有時權重是根據被認為對脆弱性最重要的決定因素來設定。
跟踪氣候脆弱性由識別相關信息開始，最好是由開放資料庫取得（由國家或國際機構提供），重要的是要讓所有參與開發者得以自由取得這類資訊。跟踪的結果有很多應用。如此取得的資料構成監測和評估氣候變化韌性和調適方案及項目的指標。跟踪也是區域和國家調適政策會採用以做決策的工具。 

#### 評估脆弱性的工具
脆弱性評估與氣候風險評估類似，所用的工具因部門、進行的規模以及被認為脆弱的實體或系統而異。建模和其他參與性工具包括用於了解水資源脆弱性和評估方案的WEAP。脆弱性來源手冊（Vulnerability Sourcebook）是脆弱性評估實用和科學知識的指南。氣候脆弱性構圖還可用於了解哪些地區最具地理脆弱性。 於2019年發表的一項系統綜述發現有84項研究的重點是採用構圖方式來傳播和分析氣候脆弱性。